# ラブ・ミー・テンダー (松本伊代の曲)
「ラブ・ミー・テンダー」は、1982年2月5日に発売された松本伊代の2枚目のシングル。

## 解説
- 松本自身のシングル売上枚数としては、1981年デビュー曲の「センチメンタル・ジャーニー」と、1983年「時に愛は」に次いで、3番目のヒット作（16.2万枚）となった。

## 収録曲
- 両楽曲共に、作詞：湯川れい子／作曲：筒美京平／編曲：鷺巣詩郎

1. ラブ・ミー・テンダー [3:05]
2. 虹色のファンタジー [3:22]